# Guilford (condado de Piscataquis)
Guilford es un lugar designado por el censo, ubicado en el condado de Piscataquis en el estado estadounidense de Maine. En el Censo de 2010 tenía una población de 903 habitantes y una densidad poblacional de 176,89 personas por km².

## Geografía
Guilford se encuentra ubicado en las coordenadas 45°10′43″N 69°23′42″O / 45.17861, -69.39500. Según la Oficina del Censo de los Estados Unidos, Guilford tiene una superficie total de 5.1 km², de la cual 4.97 km² corresponden a tierra firme y (2.69%) 0.14 km² es agua.

## Demografía
Según el censo de 2010, había 903 personas residiendo en Guilford. La densidad de población era de 176,89 hab./km². De los 903 habitantes, Guilford estaba compuesto por el 96.35% blancos, el 0.11% eran afroamericanos, el 0.33% eran amerindios, el 1% eran asiáticos, el 0.11% eran isleños del Pacífico, el 0.33% eran de otras razas y el 1.77% pertenecían a dos o más razas. Del total de la población el 0.66% eran hispanos o latinos de cualquier raza.